# 名古屋市立表山小学校
名古屋市立表山小学校（なごやしりつおもてやましょうがっこう）は、愛知県名古屋市天白区表山二丁目にある公立小学校。

## 歴史

### 沿革
- 1970年 - 名古屋市立八事東小学校分校として開校。（開校当時は昭和区天白町）[2]
- 1973年 - 名古屋市立表山小学校として独立し校章・校歌が制定される[2]。
- 1975年 - 所在地の昭和区天白町が天白区として独立[2]。
- 1998年 - トワイライトスクールを開設[2]。
- 2011年 - 特別支援学級を新設[2]。

### 児童数の変遷
『愛知県小中学校誌』（1998年）によると、児童数の変遷は以下の通りである。
| 1973年（昭和48年） | 481人 |  |
| 1977年（昭和52年） | 470人 |  |
| 1987年（昭和62年） | 761人 |  |
| 1997年（平成9年）  | 616人 |  |

## 教育方針
教育理念
- たくましい心身を養い　豊かな人間性と創造力をもった児童の育成[3]

校訓
- あたたかい心、たくましい体、考える力[3]

## 通学区域
- 名古屋市天白区

音聞山、表台、表山一丁目・二丁目・三丁目、八幡山、御幸山、八事石坂、八事天道、八事山、弥生が岡（他の学校区と住所名の重複あり）

## 進学先中学校
名古屋市では公立学校選択制が導入されていないことから、表山小学校を卒業した児童の公立中学校進学先は名古屋市立御幸山中学校となる（進学時に学区の変更を伴う転居や私立学校へ入学などがない場合）。

## 出身者
- 藤村忠寿（北海道テレビ放送「水曜どうでしょう」ディレクター）
- 岩田壮平（日本画家）

## 学区内の主な施設
- 名城大学天白キャンパス
- 名古屋市立御幸山中学校

## 交通
- 名古屋市営地下鉄名城線、鶴舞線八事駅から徒歩7分、[5]。
  - 又は八事停留所から名古屋市営バス八事11で八事音聞山停留所下車[5]。